# Mycerobas
A Mycerobas a madarak osztályának verébalakúak (Passeriformes) rendjébe a pintyfélék (Fringillidae) családjába és a kúpcsőrűek (Carduelinae) alcsaládjába tartozó nem.

## Rendszerezésük
A nemet Jean Cabanis német ornitológus írta le 1847-ben, az alábbi 4 faj tartozik ide:
- aranymeggyvágó (Mycerobas icterioides)
- sárgacombú meggyvágó (Mycerobas affinis)
- foltos meggyvágó (Mycerobas melanozanthos)
- borókavágó (Mycerobas carnipes)

## Előfordulásuk
Ázsia területén honosak. Természetes élőhelyeik az erdők és cserjések. Magassági vonulók.

## Megjelenése
Testhosszuk 22-24 centiméter közötti.

## Életmódjuk
Magokkal, rügyekkel és bogyókkal táplálkoznak.